# Biblioteca Laurenziana
A Biblioteca Laurenziana a firenzei San Lorenzo-templom kolostorában működik. Eredetileg mint az egyik legelső európai nyilvános könyvtárat az idősebb Cosimo alapította 1444-ben, a saját palotájában. Fia, Piero majd unokája Lorenzo il Magnifico fejlesztették tovább. Lorenzo egész vagyonokat költött díszesen illusztrált kódexek beszerzésére. A Mediciek száműzetésekor a könyvtárat államosították és a San Marco-kolostorban helyezték el. 1508-ban X. Leó pápa, akkor még Giovanni de’ Medici bíboros, aki Cosimo dédunokája volt, a római palotájába szállította a gyűjteményt. Később a szintén Medici VII. Kelemen pápa visszaadta Firenzének és egyúttal megbízást adott Michelangelónak, hogy készítse el a könyvtár ma látható épületének a terveit. Az építkezés 1523 és 1526 között zajlott, ekkor készült el az előcsarnok, késő reneszánsz belső kialakítással. A nagyterembe egy monumentális lépcső vezet, ami még Michelangelo tervei szerint, de Vasari irányítása alatt készült el. Az olvasóterem 46 méter hosszú, szintén Michelangelo tervei szerint épült meg. A teremben 88 gazdagon díszített olvasópult található, amik paddal vannak egybeépítve. Ezeket szintén Michelangelo tervezte, ezeken vannak kiállítva a könyvtár kéziratai. A kazettás famennyezet Michelangelo, az üvegablakok Giovanni da Udine tervei szerint készültek.
A könyvtárban több, mint 10 000 kéziratot őriznek, ezek nagy része latin és görög nyelvű, de vannak köztük héber, arab, szír és kopt nyelvűek is. Itt őrzik a legrégebbi Vergilius kéziratot a 4. vagy az 5. századból, egy 10. századi Tacitus-másolatot és I. Justinianus bizánci császár törvénykönyvének, a Pandektáknak a legrégibb kéziratát. A könyvtárban őrzik az Isteni színjáték egyik 14. századi másolatát, Petrarca saját kezű leveleit és Cellini önéletrajzát is.

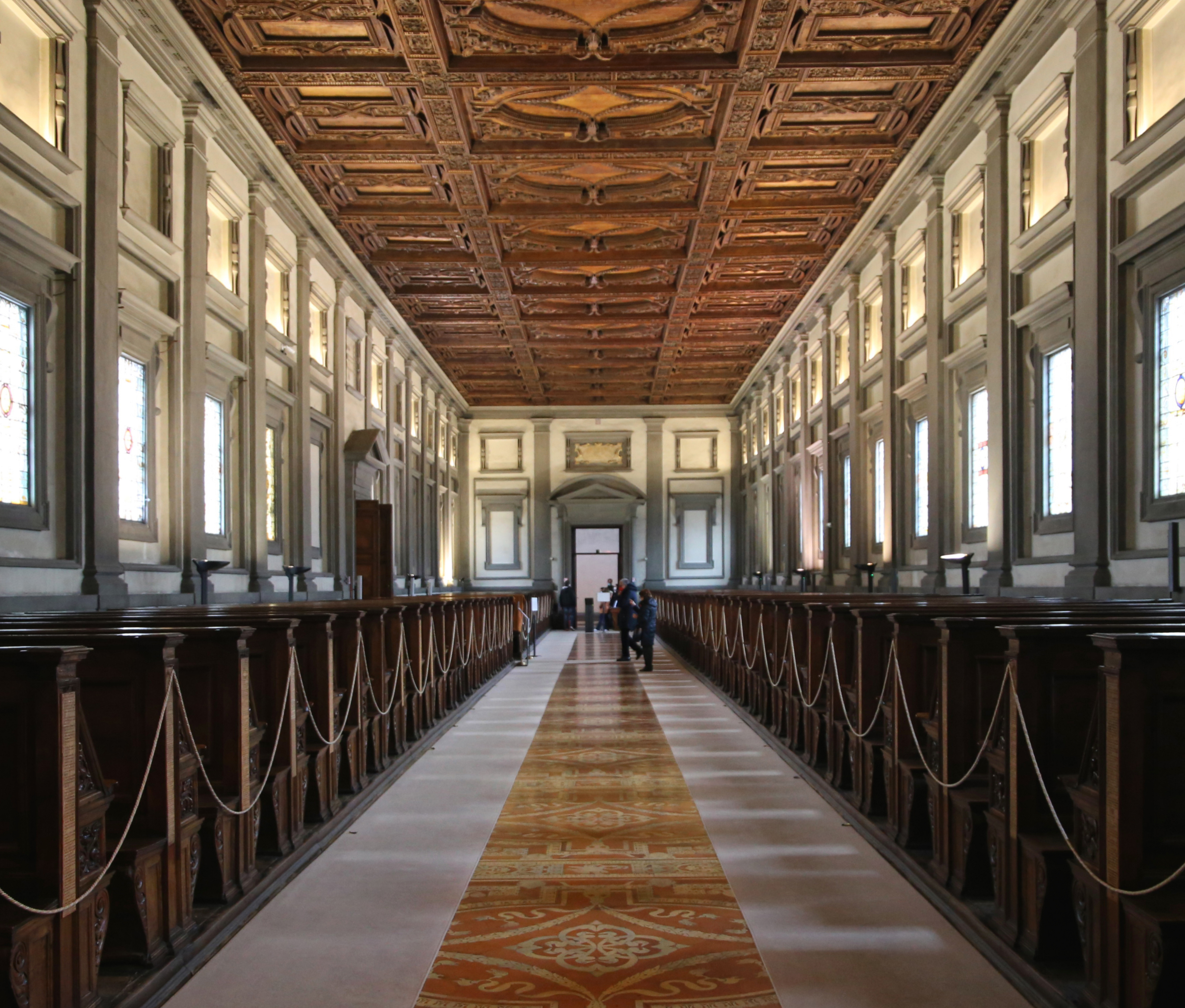
Az olvasóterem
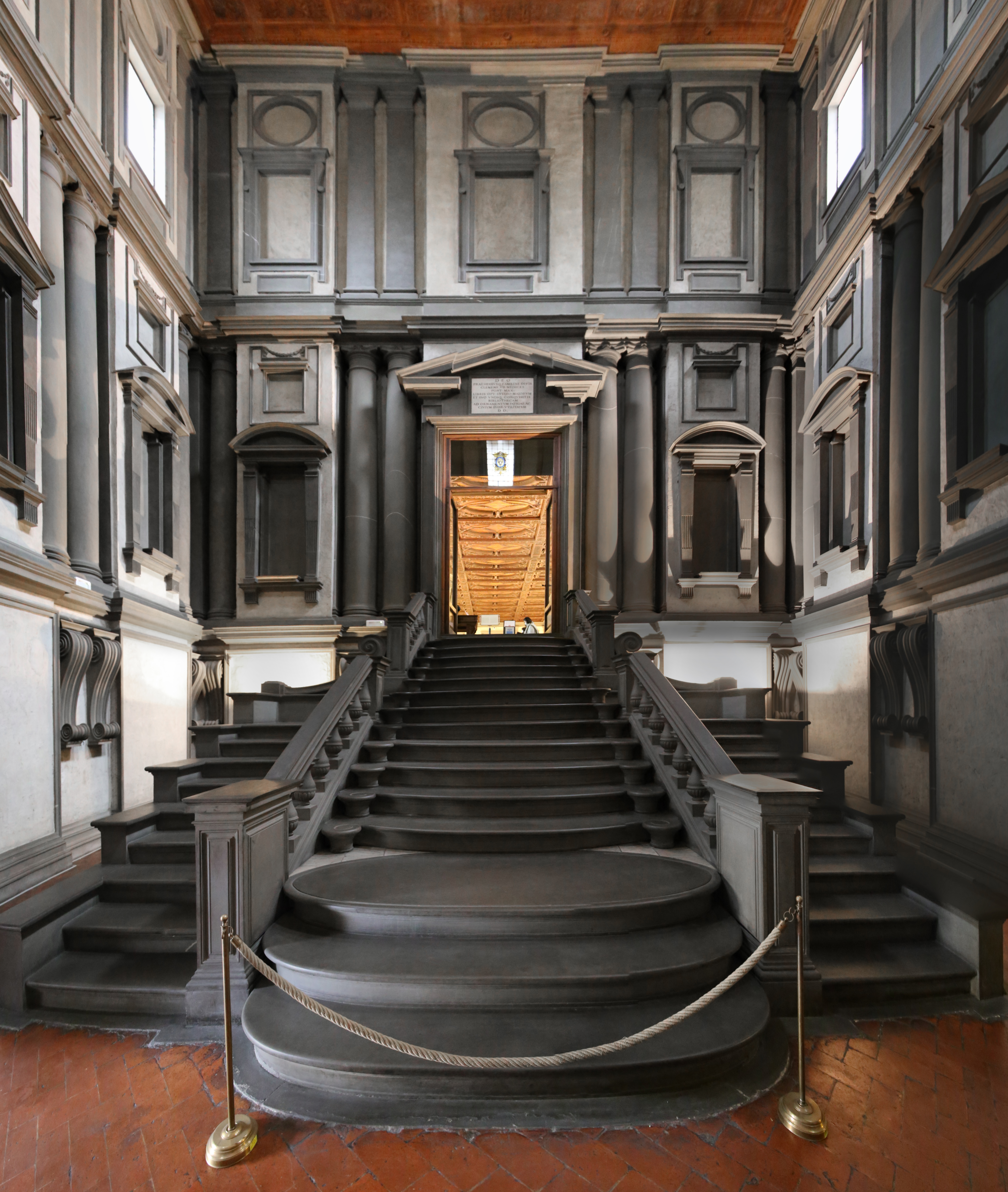
Az előcsarnok lépcsője